# مونفراکونه
مونفراکونه (به اسپانیایی: Parque nacional de Monfragüe) یک منطقهٔ مسکونی در اسپانیا است که در اکسترمادورا واقع شده‌است.